# Gertrud Wasserzug

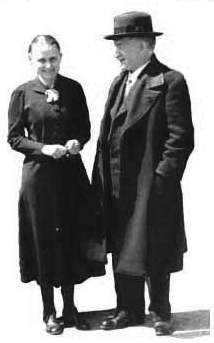
Gertrud und Saturnin Wasserzug

Gertrud Margarete Elisabeth Wasserzug (* 30. Januar 1894 in Kassel; † 6. Oktober 1992 in Bad Teinach-Zavelstein) war eine deutsche evangelikale Theologin, die durch ihre zahlreichen Veröffentlichungen und die von ihr zusammen mit ihrem Mann Saturnin Wasserzug 1934 gegründete und danach geleitete Bibelschule Beatenberg (heute Seminar für biblische Theologie Beatenberg) maßgeblich zur Verbreitung dispensationalistischer Lehren beitrug.

## Leben und Wirken
Gertrud Wasserzug, geborene Traeder, hatte nach Prägung durch ihre fromme Großmutter und einen bibeltreuen Ortspfarrer bereits mit fünf Jahren ein Bekehrungserlebnis, das ihren weiteren Lebensweg entscheidend prägte. Im Eigenstudium erlernte sie bereits als Kind die griechische Sprache, um den Grundtext des Neuen Testaments lesen zu können. An den Universitäten Halle, Berlin und Bonn studierte sie als eine der ersten Frauen Theologie und Philosophie. 1920 wurde sie mit „Die sozialpolitischen Anschauungen Adolf Stoeckers nach dem christlich-sozialen Arbeiterprogramm von 1878“ in Bonn zum Dr. phil. promoviert. Wasserzug engagierte sich ab 1918 in der Studentenarbeit und war von 1922 bis 1926 leitende Sekretärin der Deutschen Christlichen Vereinigung studierender Frauen (DCVSF).
1926 lernte Gertrud Wasserzug in Tübingen ihren späteren Mann Saturnin Wasserzug (1862–1950) kennen, der zu dem Zeitpunkt als Seelsorger und Bibellehrer am Deutschen Institut für Ärztliche Mission in Tübingen tätig war. Der gebürtige Schweizer jüdischer Abstammung war zuvor Leiter einer Missionsschule in Tunis und Missionar in Palästina gewesen. Bald nach ihrer Hochzeit im gleichen Jahr unterrichteten beide an der Frauenmissionsschule Malche bei Bad Freienwalde (Oder), die von Saturnin Wasserzugs jüngerer Schwester Jeanne mitgegründet worden war. Gertrud Wasserzug war die einzige Akademikerin an der Schule und kümmerte sich um den Aufbau eines theologischen Oberkurses, der Absolventinnen den Zugang zur Landeskirche sichern sollte.
1931 begegnete Gertrud Wasserzug in der Schweiz der Amerikanerin Ruth Paxson (1889–1949), einer ehemaligen Missionarin der China-Inland-Mission. Im folgenden Jahr übersetzte sie deren Buch Life on a Higher Plane ins Deutsche (dt.: Das Leben im Geist). Die darin vertretene Heiligungslehre im Sinne der englischen Keswick-Bewegung wurde für Wasserzugs Theologie bestimmend. 1933 und 1934 organisierte das Ehepaar Wasserzug drei Heiligungs- und Erweckungskonferenzen mit Ruth Paxson in Brüssel, Den Haag und Kopenhagen.
Nachdem die Wasserzugs 1932 aus gesundheitlichen Gründen in die Schweiz umgesiedelt waren, gründeten sie 1934 eine Bibelschule und ein Bibelheim in Beatenberg oberhalb des Thunersees. Die Leitung dieser Bibelschule wurde zu Gertrud Wasserzugs Lebensaufgabe. Unter ihrer Leitung entwickelte sich die Bibelschule Beatenberg zu einer der führenden evangelikalen Ausbildungsstätten in Europa. Erst Ende der 1950er Jahre entstanden in Deutschland ähnlich ausgerichtete Bibel- und Missionsschulen. Schwerpunkt des Unterrichts im zweijährigen Missionsseminar und im darauf aufbauenden zweijährigen Theologischen Seminar waren die Fächer Bibelkunde, Mission und Dogmatik, die hauptsächlich von Gertrud Wasserzug unterrichtet wurden. Die Ausbildung, zu der auch Schüler ohne große Vorbildung aufgenommen wurden, war praktisch-theologisch geprägt, mit vielen Diensteinsätzen an den Wochenenden und in den Semesterferien.
Auch in Beatenberg organisierten die Wasserzugs größere Konferenzen, so 1935 die „1. Internationale Konferenz für Bibel, Gebet und Weltevangelisation“ mit 250 Teilnehmern. 1948 veranstaltete das amerikanische Missionswerk Jugend für Christus auf Initiative des Ehepaars Wasserzug eine internationale Konferenz in Beatenberg unter der Beteiligung führender amerikanischer Evangelikaler wie Billy Graham, Oswald Smith, Harold John Ockenga, Ralph Freed, Robert A. Cook und Bob Jones II. Der Wunsch der Wasserzugs war es, das Anliegen der Weltmission unter den Studenten auszubreiten. Auf dieser Konferenz wurde der Plan einer systematischen Neuevangelisierung Deutschlands und Europas entwickelt.
1947 entstand in Beatenberg mit amerikanischer Unterstützung eine eigene Verlagsarbeit mit dem Namen Grosse Freude. Dort wurden Schriften und Traktate in 27 Sprachen gedruckt, die zum großen Teil von Wasserzug verfasst wurden.

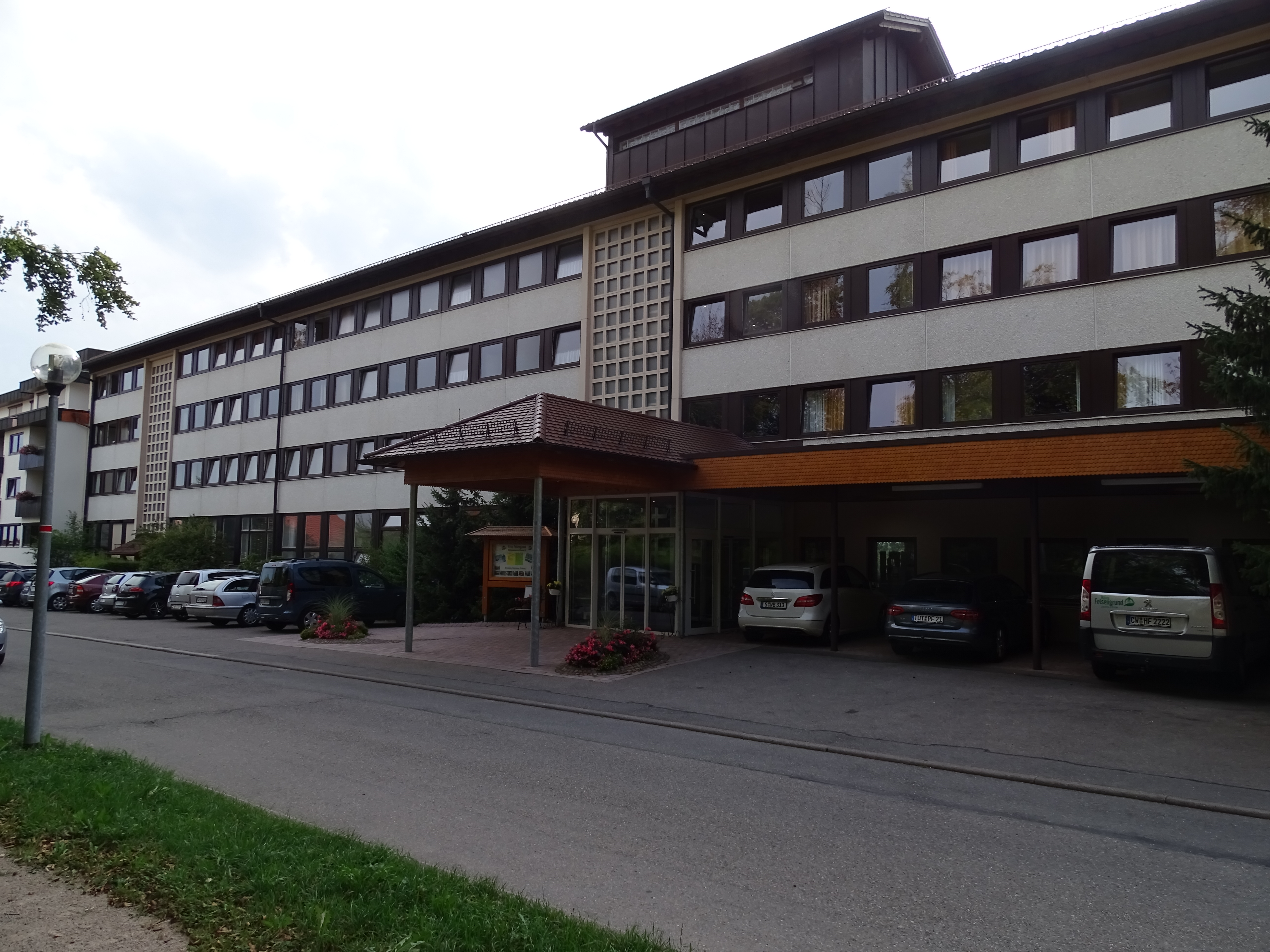
Haus Felsengrund in Zavelstein. Das Haus wurde in mehreren Phasen erweitert.

In Deutschland wurde 1954 eine Tochterinstitution der Bibelschule Beatenberg gegründet, Bibelheim und Bibelschule Böblingen, in der auch eine Krankenschwesternausbildung integriert wurde. Aus dieser Arbeit heraus entstand ab 1969 in Bad Teinach-Zavelstein das Bibelheim Haus Felsengrund. Auch hier wirkte Wasserzug bis zu ihrem Tode durch Lehrvorträge prägend. 1968 kam es zwischen Wasserzug und dem Werkverein der Bibelschule Beatenberg zu Differenzen, die schließlich zu einer völligen Trennung der Werke in Beatenberg und Böblingen führten.
Wasserzug war auch an der Gründung weiterer christlicher Werke beteiligt, so 1957 an der Gründung des Institut Biblique in Marseille und des Istituto Biblico in Italien und später des Hauses Beth Shalom auf dem Karmel in Israel. Wasserzug gründete und leitete die „Beatenberger Vereinigung für Weltmission“. Sie war auch beteiligt an der Gründung der Schweizerischen Missions-Gemeinschaft (1949), des Evangeliumsrundfunks, der Vereinigten Sudan Mission, der Kinder-Evangelisations-Bewegung in der Schweiz und der Deutschen Missionsgemeinschaft.
Eine rege Tätigkeit als Gastdozentin verband Wasserzug mit dem American Christian College in Tulsa, Oklahoma, wo sie von 1973 bis 1978 unterrichtete und das ihr 1978 die Ehrendoktorwürde verlieh, und mit der Bibelschule Instituto Bíblico Sión in Montevideo, Uruguay, an deren Gründung sie auch beteiligt war. Nach ihrer Trennung von der Bibelschule Beatenberg kam es zu einer engen Zusammenarbeit mit dem Missionswerk Mitternachtsruf, dessen Gründer und Leiter Wim Malgo ein früherer Schüler der Bibelschule Beatenberg war.
Wasserzug verfasste (oft unter dem Namen Gertrud Wasserzug-Traeder) über fünfzig Bücher und Hunderte von Artikeln, Traktaten und Radiobotschaften. Außerdem gab sie diverse Zeitschriften heraus: Bibel und Gebet, Weltevangelisation, Das Wort der Wahrheit, Meine Freunde: ein Kinderblatt für die Sonntagsschule und Handreichung für Verkündiger, Missionare und Gemeindeleiter.

## Theologie
Die Theologie Gertrud Wasserzugs zeigt eine starke Prägung durch die Heiligungslehre von Ruth Paxson. Heiligung sei demnach zurückzuführen auf die Erfüllung mit dem Heiligen Geist, die durch völlige Hingabe und Glauben an die Verheißungen Jesu Christi geschehe. Viele Veröffentlichungen Wasserzugs nehmen Bezug auf diese Lehre von der „Fülle des Geistes“.
Daneben ist bei Wasserzug eine deutliche Beeinflussung durch die englische und amerikanische Theologie zu erkennen, der sie sich schon während ihres Studiums zugewandt hatte. Wasserzug vertrat dabei den Dispensationalismus von Cyrus I. Scofield und Lewis Sperry Chafer. So übersetzte sie die Anmerkungen der amerikanischen Scofield-Bibel ins Deutsche, was ihre Verbundenheit mit der „Theologie der Heilszeiten“ und dem Prämillenarismus aufzeigt.
Bereits während ihres Studiums hatte sich Wasserzug enttäuscht von der historisch-kritischen Bibelauslegung abgewandt. Die völlige Zuverlässigkeit und Unfehlbarkeit aller biblischen Schriften verteidigte sie zeit ihres Lebens. Wasserzug schätzte die Bibel als höchste Autorität in allen Fragen des Glaubens und des Lebens. Die Schriftenmission in Beatenberg hat einen erheblichen Beitrag zur Verbreitung der Bibel in Deutschland und Europa geleistet.
Neben der theologischen Ausbildung war Wasserzug auch die Weltmission ein wichtiges Anliegen. Beispielsweise war sie 1951 Mitinitiatorin zur Gründung der „Deutschen Missionsgemeinschaft“, heute DMG interpersonal. Mit der Herausgabe der Zeitschrift „Weltevangelisation“ erwies sich Wasserzug als kenntnisreiche Missionswissenschaftlerin.
Wasserzug war eine wichtige Vertreterin des Evangelikalismus im deutschsprachigen Raum und hat durch die theologische Ausbildung zahlreicher Studierender, durch Vorträge und Bücher sowie durch die von ihr gegründeten oder mit initiierten Werke weitreichenden Einfluss genommen.

## Schriften
- Deutsche Evangelische Frauenmissionsarbeit. Ein Blick in ihr Werden und Wirken, München 1927.
- Die Botschaft der Bibel heute für uns, Verlag der Bibelschule, Beatenberg 1940.
- Der heilige Wille. Eine Auslegung der Zehn Gebote, Verlag der Bibelschule, Beatenberg 1947 und 1955.
- Die Vergebung der Sünden, Verlag der Bibelschule, Beatenberg, 3. Auflage 1948.
- Lebendige Gemeinde, St. Johannis, Lahr 1948.
- Von der Gabe des Heiligen Geistes, St. Johannis, Lahr 1948 und Verlag der Bibelschule, Beatenberg 1967.
- Auf dem neuen Wege, Ludwig Appel, Hamburg 1949.
- Ich bin, Verlag der Bibelschule, Beatenberg 1949.
- Jesus Christus, unser Herr. Die vier Evangelien. Die Botschaft der Bibel heute für uns, Verlag der Bibelschule, Beatenberg 1949.
- Die Verkündigung des Heils, Verlag der Bibelschule, Beatenberg 1950.
- Vielleicht heute, Ludwig Appel, Hamburg 1950.
- Licht für den Tag. Dem Andenken an Saturnin Wasserzug, 1862–1950, gewidmet, dem treuen Knecht Jesu Christi, Mitternachtsruf, Pfäffikon 1951.
- Der gekreuzigte Heiland, Verlag der Bibelschule, Beatenberg, 8. Auflage 1952.
- Entweder – oder, Verlag der Bibelschule, Beatenberg 1952.
- Brennende Gläubige, Verlag der Bibelschule, Beatenberg, 6. Auflage 1955.
- Die Botschaft der Bibel heute für uns. Das 1.–5. Buch Mose. Verlag der Bibelschule, Beatenberg 1955
- Bibelschule in Briefen. Kursus 4. Was sagt die Bibel über die Zukunft? Verlag der Bibelschule, Beatenberg 1955 und 1960. (Neuauflage: Konkordanz biblischer Aussagen über die Zukunft, Christliche Verlagsgesellschaft, Dillenburg 2007, ISBN 978-3-89436-537-0).
- Bibelschule in Briefen. Kursus 3. Das erste Buch Mose, Verlag der Bibelschule, Beatenberg 1957.
- Wegweisung aus Gottes Wort. Vier Vorträge, Verlag der Bibelschule, Beatenberg 1957.
- Jesus ist Sieger, Verlag der Bibelschule, Beatenberg, 5. Auflage 1958.
- Jesus Christus und Du! Verlag der Bibelschule, Beatenberg, 2. Auflage 1958.
- Das Evangelium nach Markus. Ein Bibelstudium, Verlag der Bibelschule, Beatenberg 1958, 1978 und 2011.
- Hilfe zum Dienst. Über Seelsorge, Verlag der Bibelschule, Beatenberg 1958 und Verlag Mitternachtsruf, Pfäffikon 1980.
- Was sagt die Bibel über Krankenheilung? Verlag der Bibelschule, Beatenberg, 2. Auflage 1958 und Schriftenmission Bibelheim, Böblingen 1983.
- Das Evangelium den Kindern. Verlag der Bibelschule, Beatenberg 1958.
- Das zweite Buch Mose – Hilfe zum Dienst. Über Bibelstudium. Verlag der Bibelschule, Beatenberg 1958.
- Das neue Leben. Verlag der Bibelschule, Beatenberg, 4. Auflage 1959.
- Der Sieg über die Sünde. Verlag der Bibelschule, Beatenberg, 4. Auflage 1959.
- Freiheit durch Jesus Christus. Verlag der Bibelschule, Beatenberg, 4. Auflage 1959.
- Freude im Heiligen Geist. Verlag der Bibelschule, Beatenberg, 4. Auflage 1959.
- Der Himmel auf Erden. Betrachtungen über das Königreich der Himmel. Verlag der Bibelschule, Beatenberg 1944 und 1959.
- Das Wort des erhöhten Christus an seine Gemeinde. Verlag der Bibelschule, Beatenberg 1960.
- Jesus Christus kommt wieder! Verlag der Bibelschule, Beatenberg, 9. Auflage 1961.
- Der wiederkommende König. Verlag der Bibelschule, Beatenberg, 6. Auflage 1961.
- Der auferstandene Herr. Verlag der Bibelschule, Beatenberg, 5. Auflage 1961.
- Jesus Christus genügt. Verlag der Bibelschule, Beatenberg, 7. Auflage 1962 und Schriftenmission Bibel- und Erholungsheim Haus Felsengrund, Bad Teinnach 1984, ISBN 978-3-932127-06-9.
- Prophetie wird Geschichte. Verlag der Bibelschule, Beatenberg, 7. Auflage 1962.
- Frieden mit Gott. Verlag der Bibelschule, Beatenberg, 5. Auflage 1962.
- Erlöst! Verlag der Bibelschule, Beatenberg, 4. Auflage 1962.
- Gottes Wort ist Gottes Wort. Verlag der Bibelschule, Beatenberg, 3. Auflage 1962.
- Der Römerbrief: Ein Bibelstudium in Frage und Antwort. Verlag der Bibelschule, Beatenberg, 2. Auflage 1962.
- Ein ernstes Wort zu der Ökumenischen Bewegung. Verlag der Bibelschule, Beatenberg 1962.
- Warum? Verlag der Bibelschule, Beatenberg, 7. Auflage 1963.
- Jesus Christus in uns. Verlag der Bibelschule, Beatenberg, 6. Auflage 1963.
- Die heutige Heilszeit. Verlag der Bibelschule, Beatenberg 1963.
- Die Grundlinien der Weltmission nach dem Neuen Testament. Verlag der Bibelschule, Beatenberg 1963.
- Bewährt durch Leiden. Verlag der Bibelschule, Beatenberg 1964.
- Dein Kind in Gottes Hand. Verlag der Bibelschule, Beatenberg 1964.
- Unser Vater in dem Himmel. Verlag der Bibelschule, Beatenberg 1965.
- In der letzten Stunde. Verlag der Bibelschule, Beatenberg 1967.
- Die Botschaft der Bibel heute für uns. Die Verkündigung des Heils. Apostelgeschichte, Römerbrief, 1. und 2. Korintherbrief. Verlag der Bibelschule, Beatenberg 1970.
- Nach dem Tode. Ein Bibelstudium in Frage und Antwort. Verlag Grosse Freude, Zürich 1971 und Schriftenmission Bibel- und Erholungsheim Haus Felsengrund, Bad Teinnach 1990.
- Wie komme ich zu Gott? Verlag der Bibelschule, Beatenberg 1972.
- Die Oekumente am Scheideweg. Verlag Grosse Freude, Mitternachtsruf, Pfäffikon 1975.
- Vater Unser – Betrachtungen über das Gebet unseres Herrn, Schriftenmission Bibelheim, Böblingen 1976 und 1994.
- Sacharja der Prophet der Wiederherstellung Israels. Die Botschaft der Bibel, Schriftenmission Bibelheim, Böblingen 1979, ISBN 978-3-932127-53-3.
- Das Heil in Jesus Christus für Juden und Nationen, Schriftenmission Bibelheim, Böblingen 1982.
- Jesus ist der Christus. Ein Bibelstudium über das Evangelium nach Johannes, Schriftenmission Bibelheim, Böblingen 1983, ISBN 978-3-932127-14-4.
- Der Brief an die Hebräer, Bibel- und Erholungsheim Haus Felsengrund, Bad Teinnach 1983, ISBN 3-932127-12-9.
- Die Entrückung der Gemeinde ist sehr nahe, Schriftenmission Bibelheim, Böblingen 1984.
- Wunder der Gnade Gottes. 50 Jahre „Bibelheim Beatenberg“. 30 Jahre „Bibelheim Böblingen“. Festschrift, Schriftenmission Bibelheim, Böblingen 1984.
- Das ist die Wahrheit, Schriftenmission Bibelheim, Böblingen 1986.
- Der Prophet Hesekiel, Bibel- und Erholungsheim Haus Felsengrund, Bad Teinnach 1986, ISBN 3-932127-11-0.
- Gottes Wort für heute. Ein Bibelabschnitt für jeden Tag, Schriftenmission Bibel- und Erholungsheim Haus Felsengrund, Bad Teinnach 1988, ISBN 978-3-932127-02-1.
- Die Bibelschule für Jedermann, Schriftenmission Bibelheim, Böblingen 1998, ISBN 3-7751-2101-3.
- Wer kann mir helfen? Herausgeber: Samuel Rindlisbacher, Mitternachtsruf, Pfäffikon 2007.

## Übersetzungen
- Ruth Paxson: Ströme lebendigen Wassers. Ludwig Appel Verlag, Hamburg, 5. Auflage 1949.
- Ruth Paxson: Das Leben im Geist. Verlag der Bibelschule Beatenberg, 2. Auflage 1954; Bibel- und Erholungsheim Haus Felsengrund, 5. Auflage 1996, ISBN 978-3-932127-00-7.
- Robert Edward Neighbour: Niemals zurück! Verlag der Bibelschule Beatenberg, 1956.
- F. B. Meyer: Moses der Knecht Gottes. Ein Bibelstudium für den einzelnen und für die Bibelgruppe. Grosse Freude, 1968.